# ノヴァ (外国語教室)
株式会社ノヴァ（Nova Corporation）は、かつて日本語以外の言語（外国語）の教育事業（英会話教室など）を行っていた株式会社である。

## 会社概説
株式会社ノヴァは、「NOVA」（ノヴァ）のブランド名で、外国語の教育事業を行っていた。そのため、一般には株式会社NOVAと表記されたが、登記上の商号は株式会社ノヴァである。
NOVAの名の由来はラテン語の新星からとったとされる。統括本部は大阪府大阪市中央区西心斎橋、東京本部は東京都新宿区西新宿に所在。代表取締役は、アンダース・ルンドクヴィスト（創業者の一人）、吉里仁見、渡辺勝一。
2007年10月26日、大阪地裁に会社更生法の適用を申請し、保全命令を受け経営破綻。そのまま倒産した。負債総額は約439億円。その後、受け皿会社となるジー・コミュニケーションへの事業譲渡の結果、事業の実態がなくなることから、同年11月15日に会社更生手続きを棄却し、11月26日に大阪地裁は職権で破産手続開始決定した。2013年12月現在破産手続き中。

## 教室概要
NOVAを参照のこと。

## 社是
夢を夢のままで終わらせない
理想は実現するためにある
理想というビジョンをまず見出し、理想の実現に向って力強く未来を創出するべきである。実現できないものはただの妄想にすぎない。
未来は創るもの
“ポジティブであれ”そして“謙虚であれ”。二つの行動原理で過ごした5年後の自分の姿をビジョンとして見ること、これがNOVAスピリッツである。
一人一人の自己実現の夢の集まりが組織だ
体力の限界や能力の限界に挑戦し続けることによって、いつも完全燃焼していれば、ストレスもフラストレーションも溜るわけがない。能力の限界値が切り上がれば夢も広がり具体性を帯びて来る。自分自身の成長と、組織の発展は合致するものである。
絶対ポジティブ
リーダーはチームの誰よりもポジティブでなければならない、有能でなければならない、キャリアというのは年齢のことではなく、どんな姿勢で過ごしたかということである。
論破すること
部下の優れた意見に直面し良いと思った時、あえて否定するスタンスで論争を仕掛けるべし。論争したあげく、否定の立場に立った上司を論破できたならそれは優れた意見である。優れた部下は上司にぶつかって、言いたいことを言う力がなければならない。
自己確立
常識と言うのはある種の思い込みであり、偏見であり、固定観念である。捕らわれ過ぎるのは非常に危険である。常識や偏見の枠を破ったときにこそ発想の飛躍が起きる。真剣勝負でできあがったプランは100パーセント成功するものだ。
大いなるアマチュア集団
学生にちょっと毛が生えただけのようなアマチュア集団はとてつもないパワーがある。早く俺にとって代われ!俺を楽にしてくれ!と部下を叱咤激励する。これが創業以来のNOVAのしきたりである。
ポジティブ単語の威力
強烈な上昇志向は生理的欲求や物欲などを超越した自己実現願望から生まれる。いつも、ポジティブ単語で話し続ければ良い。ポジティブな単語や表現を強く意識し続けることで可能性を切り開け、素敵な明るい未来が手に入る。
前進を忘れて現状維持の発想になったとき企業は終わる
利益はすべて投資にまわし、常に前進していくべし。企業としてのビジョンを追求し、理想や夢を実現させるために全力を尽くす。それが社会の中での企業の使命であり宿命です。前進を忘れて現状維持の発想になったとき……そのとき企業は終わりだと考える。

## 沿革
5年間の欧州留学から帰国した大阪府岸和田市出身の猿橋望が創業。猿橋は社内では、ソルボンヌ大学中退だと称している。帰国後はたこ焼き屋に従事。
- 1981年8月 - 有限会社ノヴァ企画設立。翌9月心斎橋に初出店。
- 1986年1月 - 東京進出開始。以後、関東・関西一円に拠店展開してゆく。
- 1987年9月 - 株式会社エヌアイエス設立（のちの、株式会社NOVA情報システム）。
- 1988年2月 - 株式会社エヌアイエス内に建装部（インテリアの設計/施工部門）発足（のちのNOVAスペースデザイン株式会社）。
- 1990年8月 - 株式会社ノヴァ設立（資本金1,000万円）。
- 1991年5月 - 講師の採用オフィスとしてイギリス・ロンドンに初の海外支局開設。
- 1991年6月 - 資本金を5,000万円に増資。
- 1992年4月 - こども英会話をスタート。
- 1994年9月 - 出版事業をスタート。
- 1995年3月 - 資本金を3億5, 500万円に増資。
- 1995年6月 - 定款上の社名を株式会社NOVAに変更（登記上の社名は株式会社ノヴァのまま）[1]。
- 1996年11月16日 - 株式店頭公開（現、JASDAQ上場会社となる）（資本金18億4,000万円）。
- 1997年4月 - 資本金を28億5,000万円に増資。
- 1997年7月 - MMセンターが大阪・本町に完成。お茶の間留学インフラの整備が整う。
- 1997年9月 - お茶の間留学をスタート。PCベースのテレビ会議システム「deVIL101」を販売開始。
- 1998年9月 - 携帯電話販売事業「COMステーション」のチェーン展開を開始。
- 1999年3月 - こども英会話のNOVA KIDSを開始。全国展開へ。
- 1999年10月 - 資本金を50億円に増資。
- 2000年1月 - 通訳翻訳等のサービスをおこなう100%子会社のGLOVA設立。
- 2000年5月 - 子会社のGLOVAが人材事業（人材派遣及び職業紹介）を開始。
- 2001年8月 - MMセンターが大阪・なんばに移転。本社機能の一部も同地へ移転となる。
- 2001年9月 - 「お茶の間留学」の24時間サービス開始。
- 2001年10月 - 駅前留学の拠店数500店舗達成。
- 2002年9月 - NOVAうさぎを使用したCMを開始。以後、NOVAのイメージキャラクターとして人気を集める。
- 2003年2月 - 関西電力グループと業務提携、光ファイバーによるお茶の間留学を開始。
- 2004年4月 - 子会社のGLOVAを、株式会社ロゼッタ（社長・五石順一）に売却。
- 2006年5月 - 丸善株式会社の「複合型書店」に、ショップインショップ形態での出店を開始。
- 2006年10月 - 株式会社コナミデジタルエンタテインメントとの共同企画による「NOVAうさぎのゲームde留学!?」が、アミューズメント施設に登場。
- 2007年5月 - NOVAお茶の間留学センターを、上海に設置と発表。上海電信遠程教育センター、および上海星瀚信息科技有限公司の2社と共同。
- 2007年6月13日 - 特定商取引法違反で、経済産業省から一部業務停止命令を受ける。期間は翌日から半年間（詳しくは後述#法的トラブル問題を参照）。
- 2007年6月15日 - 特定商取引法違反に絡み、厚生労働省から2007年6月20日を以って教育給付金対象講座の指定取消しを受ける[4]。
- 2007年10月21日、22日 - 東日本の外国人講師で作る「全国一般労働組合東京南部ノヴァ教職員組合」が状況の改善を求めてストライキを決行。16日に続いて2回目。
- 2007年10月26日 - 会社更生法の適用を申請。負債額は439億円[5]。
- 2007年11月6日 - 名古屋市の学習塾経営会社、ジー・コミュニケーションが事業引継を表明。
- 2007年11月14日 - ジー・コミュニケーションによるジーコムNOVAが活動を開始。
- 2007年11月15日 - ジー・コミュニケーションへの事業譲渡により、営業実態がなくなるため、会社更生手続きを棄却。破産へと移行することになる。
- 2007年11月26日 - 破産手続開始決定。
- 2008年6月24日 - 元社長が業務上横領の容疑で逮捕される。
- 2008年7月15日 - 大阪地方検察庁は、元社長を業務上横領で大阪地方裁判所に起訴。
- 2009年6月20日 - 破産管財人が、大阪地方検察庁に、元社長を約21億3000万円の損害をあたえた特別背任で告発。
- 2009年8月20日 - 破産管財人が、大阪地方裁判所に、元社長に対して約21億3000万円の損害賠償を請求する訴えを提起。
- 2009年8月26日 - 大阪地方裁判所は、元社長に対して、業務上横領の成立を認め、懲役3年6月の判決。
- 2009年9月2日 - 元社長が、第1審判決を不服として、大阪高等裁判所に控訴。
- 2010年3月31日 - 大阪地方検察庁特捜部は、元社長を特別背任について嫌疑不十分で不起訴処分。
- 2012年11月19日 - 最高裁判所は元社長の上告を棄却、懲役2年の実刑判決が確定へ[6]。

## 組織構成
東日本（E-JAQ）・西日本（W-JAQ）の営業部に分かれ、15程度のエリアで構成されている。エリアマネージャー（AMG）の下にタスクマネージャー（TGM）がおり、ブランチマネージャー（BMG、支店責任者）となる。
インストラクターは様々な契約タイプがあり、大学卒以上という条件はあるが、ワーキング・ホリデー中の学生もいる。インストラクターはある程度経験を積むか、または本人の要請により、AT（アシスタントトレーナー）となり、その上は複数のスクールを管理するSBTそして地区統括のAAMとなる。

## ノヴァ時代の授業
ポイント制。事前にレッスンチケットを購入する必要がある。
講師と生徒1対1で教わるマンツーマン授業と、講師と生徒1対2〜4人で教わる（一部スクールでは2〜3人）グループレッスンに大きく分ける事ができ、予約するたびにどちらかを選択できる。まれにグループレッスンを選択したものの同じレベルの生徒がいなくてマンツーマン授業となる場合もある（これをラッキーマンツーマンと呼ぶ）。1レッスン（40分）当たりの使用ポイントは内容によって異なり、グループレッスンは1ポイント、マンツーマンレッスンは4ポイント（グループレッスンが2〜3人のところは3ポイント）、後述のテレビ電話を利用した「お茶の間留学」はグループレッスンは1ポイント、マンツーマンレッスンは3ポイントを必要とする。
テキストは、英語版でNOVAが監修・発売している『Diplomat』（発行：財団法人異文化コミュニケーション財団）を、フランス語・ドイツ語・スペイン語・イタリア語・中国語版は『NOVA NAVIGATION』を使用している。2005年度に英語のテキストが一部変更となった。また、1〜6・7A〜7Cの9段階に分かれた財団法人異文化コミュニケーション財団が主催する外国語コミュニケーション能力検定(CAT LEVEL)を使用し、テキストも各レベルで異なる。生徒として登録後、受講開始前に講師との1対1によるレベルチェックテストを受け、その結果に応じて、どのレベルからスタートさせるかを講師が判断する。レベルを上げるには自己推薦、もしくは講師2名以上からの推薦を受けた後にレベルアップテストに臨む必要がある。当然ながら推薦を受けても、緊張の余り会話が進まずに不合格となる場合もある。
英語以外の中国語やフランス語などの講師は、すべての教室にいるわけではないため、教室内にあるテレビ電話を利用してレッスンを受講する人が多い。また、ルームレッスンで講師の急病や交通機関の乱れによるキャンセル等の止むを得ない場合、当日にテレビ電話を利用してレッスンを受けてもらうこともある。
TOEIC、英検などの対策をはじめ、ビジネス英語や旅行のための英語などのレッスンも可能。またテレビ電話を利用し、英語の文法、発音、リスニング、ボキャブラリーなど自分の弱点を集中的に学ぶことが可能なMMレッスンもある。

## 法令違反によるトラブル
NOVAは急成長を続ける陰で、2000年代に入ると契約者と「事前説明と違い受講予約が全くできない」「解約の際、ポイント購入時と解約時でポイント単価を別々に計算され、解約金が戻ってこない」などのトラブルを抱えるようになった。国民生活センターなどへは大量の苦情が寄せられていたが、改善は行われなかった。
要因としては、英会話教室の管轄行政府である経済産業省によるNOVA商法への追認や、地元の大阪選出の中山泰秀衆院議員（自民党）による地方自治体消費者担当への正当性の訴えかけなどが挙げられる。しかし、スポンサーであったマスコミは、この問題を取り上げることに積極的であったとはいえない状況であったという。
こうした状況の中で、2007年になり経済産業省と東京都の立ち入り検査（2007年2月）、最高裁判所による「使用済みポイントは購入時の単価で計算せよ」（2007年4月）との判決を出すことによる司法判断などが行われ、2007年6月に経済産業省はNOVAに対し特定商取引法違反による業務停止命令を行うこととなる。
2007年後半には、従業員や外国人講師への給与未払い問題が発生することとなった。
詳細は、以下に記す。

### 2005年9月
9月26日、東京地裁（原敏雄裁判長）は、受講契約を中途解約した東京都の男性が未受講分の受講料約61万円の返還を求めた訴訟に対し、請求全額の支払いを命じる判決を言い渡している。

### 2007年2月
2月16日、経済産業省と東京都が、特定商取引法違反と東京都消費生活条例違反の疑いで、2月14日立ち入り検査を行ったと報じられる
。解約ルールの説明や中途解約時の清算金をめぐって、同社の受講生からトラブルの苦情・相談が相次いだことから立ち入り検査が実施されたと見られている。もし同法違反などの事実が裏付けられれば、業務停止命令や改善指示といった行政処分の可能性がある。甘利明経済産業相は同日の閣議後会見で「トラブルの相談、苦情件数が2005年度だけで1000件を超えるなど突出し、問題があると思う」と述べた。
特定商取引法違反の疑いで2月に経済産業省がNOVAに立ち入り検査をした直後、自由民主党の中山泰秀衆議院議員（大阪4区、猿橋望社長が後援している）が甘利明経済産業大臣を訪ね、NOVA側の正当性を訴えていたことを甘利経済産業大臣が2007年6月22日の閣議後の記者会見で明らかにした。
甘利経済産業大臣は「（契約時に一括購入するポイントの量が多いほどレッスン単価が安くなる）NOVAのボリュームディスカウント制度の正当性について議論した。NOVAに対して何かしてほしいということではなく、訪問を受けて私から指示を出したことはない」と述べた。

### 2007年6月
6月13日、経済産業省は特定商取引法に基づき、1年を超えるコースおよび70時間を超えるコースの新規の長期契約について受付の停止を命じた。期間は6か月。経産省が行った今年2月の立ち入り検査で、統括本部がクーリングオフ拒否、返還金の過少算出といった違法な対応を指示したマニュアルを全国の拠点で複数発見。上層部も実態を把握していたことを認めているといい、会社ぐるみの違反行為と判断した。また、東京都も条例に基づいて改善勧告を行った。
猿橋社長は、同日、大阪・難波にある、NOVAの統括本部の部署が入居している新近鉄難波ビル17階で記者会見を開き「利用者の皆さまに深くおわびします」と謝罪した。だが虚偽説明と指摘された予約制度については「表現の問題だ」と不満気な表情も見せ、「辞任は考えないのか」と経営責任を問われたものの「現時点では考えていない」と否定した。
これに関連して、NOVAの猿橋社長と自民党の中山泰秀衆議院議員が関淳一・大阪市長（当時。後に落選）を訪ね、解約時の精算方法の正当性を訴えていたことが判明。実質上の口利きではないかという声が上がっている。訪問は、大阪市消費者センターが市民とのトラブルをあっせんで解決するため、NOVAに対し、市条例にもとづく「出頭通知」を出した後だった。結局、センターはあっせんを打ち切ったが、関市長は中山議員との面会の事実を認めていない。
6月16日、猿橋社長とのインタビューの中で、処分発表後の2007年6月14日から受講料を平均2割引き下げると報じられた。生徒離れの防止が狙いで、猿橋社長は「在校生のための対策」と強調するものの、今年4月に受講料を引き上げたばかり。また宣伝広告費や経費節減などで、前年比1割以上のコスト削減を目指すと説明した。問題とされた返金算出方法については、「経産省が今、なぜこれを違反と判断するのか」と不満ももらした。

### 2007年7月
7月3日、京都府と滋賀県の弁護士らでつくる「京滋NOVA解約金対策弁護団」が、精算金や解約金などを求める集団訴訟を7月中にも京都地裁に起こす方針と報じられる。

### 2007年8月
8月1日、7月に支払われるはずの従業員の賞与と給与が未払いとなっていることが報じられる。未払いが明らかになったのは、7月17日に支給されるはずだった夏のボーナスと、7月27日支給の給料。給料未払いについて、人事管理部と経理部が共同開発した給与支給システムが間に合わなかった。31日まで待ってほしいというファクスが流されてきたという。
8月2日、国民生活センターがまとめた緊急アンケートでNOVAへの苦情が4月から約3カ月で1800件を超えたと報じられる。アンケートは全国の消費生活センターなど530カ所を対象に6月に実施、441カ所から回答を得た。4月1日から6月25日までに受け付けたNOVAへの苦情は計1803件。前年同期に寄せられた287件と比べ約6倍になったという。
8月3日、NOVAは外国人講師を増員するとともに中途解約時の清算手続きで契約者に不利にならないようにするなどとした改善報告書を東京都に提出し、都はこれを受理した。都は改善策の実施状況を注視していく。東京都生活文化スポーツ局によると、NOVA側は英会話教室が増加した一方で生徒の受講予約が取りにくくなっていたとして、外国人講師を2007年7月時点の4415人から10月までに686人増やすとした。解約の際に返還金が少なく算定されていた問題に対しては、この精算方法を廃止した2005年10月16日以前に入学した場合でも、不当な精算金の返還に応じることを明記し、契約時の単価を使うなどとの改善策を示した。

### 2007年9月
9月20日、講師に対する給与の遅配が生じるなど、悪化した経営建て直しのため、最大で200箇所の教室の閉鎖が予定されていると報じられる。
9月21日、上場先のジャスダック証券取引所が適時開示が深夜に行われるなど改善されていないとして、内部管理体制と適時開示体制について改善報告書の提出を求めたと発表した。
9月26日、給与の遅配が続いている問題で、労働組合ゼネラルユニオン（大阪市、山原克二委員長）は、同社を労働基準法違反で告発することを決める。
9月28日、大阪中央労働基準監督署が給与未払いは労働基準法違反として、未払い分の給与を支払うよう是正勧告をしていたことが報じられる
。

### 2007年10月
10月1日、講師らの給料から天引きされているはずの家賃を支払わず、複数の外国人講師が、家主から退去を求められていると報じられる。
10月6日、大阪中央労働基準監督署が、未払い分の給与を支払うよう再び是正勧告をしていたことが報じられる
。
10月9日、京都市下京区の賃貸ビルオーナーより賃料3カ月滞納されていることを理由に、7月から9月中旬の賃料（約75万円）と損害金（約60万円）の支払いと明け渡し求め、京都地方裁判所に訴訟を起こされていることが報じられる
。訴状によると、NOVAは2004年4月にビルの1階と3階（計、約110平方メートル）を月額30万円で借りる賃貸借契約をビルオーナーと結んだ。しかし、2007年7月から賃料を一切支払わず、ビルオーナー側が賃料3か月分（90万円）の支払いを同年9月7日付の文書で催促したがNOVAが応じなかった。そのため、ビルオーナー側が同年9月16日付で賃貸借契約解除を通告したが、その後も営業を続けているため提訴された。
10月18日、一部のスクールが、自主的に休校したり予約受け付けを取りやめたりしていることが報じられる。講師不足で要望通り生徒のレッスンがとれない事態を苦慮した現場の独自判断との事。
10月19日、必要な資金が統括本部に入金されなかったことが原因で延期されていた給与の再遅配が発生。通常は9月27日に社員へ、10月15日に外国人講師に支給されるはずだった。また、一部スクールに休校するよう本部が通達した 。
10月23日、愛知県一宮市のNOVA一宮校が1階に入居しているビルの所有者から、賃料3か月分を滞納しているとして、明け渡しと未納分の賃料3か月分、立て替えた光熱費の支払いなどを求めて9月27日に名古屋地方裁判所一宮支部に訴えを起こされていたことが報じられる。
10月24日、社員らへの給与を遅配している問題について、猿橋社長が大阪中央労働基準監督署から説明を求められていたことが分かった。
10月26日、未明に開かれた取締役会で猿橋社長を解任、また大阪地方裁判所に会社更生法適用を申し立て経営破綻した。大阪地裁は保全管理命令を発令のうえで、保全管理人として弁護士の東畠敏明および高橋典明を選任した。また、全ての教室の一時運営停止する。これをうけて、ジャスダックでは10月26日の売買を停止し、10月27日から11月26日の間整理ポストへ割り当て、11月27日付での上場廃止を決定。

## 外国語指導助手を巡る不明朗落札
2007年6月21日、大阪市教育委員会が昨春実施した同市立中学校などへの外国語指導助手(ALT)派遣事業の公募型指名競争入札において、NOVAが、非公開の予定価格（5,485万200円）で落札していたことが、報道により発覚した。担当者は、「全くの偶然」とコメントしているが、百円単位まで一致している。

## 株をめぐる問題

### 第4回無担保普通社債（2007年8月7日）
英領ケイマン諸島の「Bank of Bermuda(Cayman)Limited」を割当先とした第4回無担保普通社債を発行し7億5000万円を調達した。
利率は年2%で、償還期限は2008年8月6日である。だが、この社債の発行に絡み、NOVAはコンサルティング会社のルーツ（東京都中央区、濱田雅行社長）と貸し株のやり取りで揉める事になる。
10月5日、ジャスダック証券取引所に提出された改善報告書の別紙付属

によれば、
- 2007年7月20日、株式を使った資金調達のため、ルーツに1000万株預けた。これは預かり書を受け取った。
- 同年7月29日、7億5000万円の資金調達ができることになった。が、その条件としてさらに1200万株預けるように要求された。仕方がなく新たに1200万株を貸し出した。これは預かり書を受け取っていない。
- 同年8月2日、 300万株は返されたものの、800万株は宙に浮いたまま。
- 同年9月10日、ジャスダック証券取引所から事情を開示するように言われ、9月11日、800万株がルーツから返してもらえてないことを開示した。

### 第三者割当による新株予約権の発行（2007年10月10日）
2ファンドに対し新株予約権 2億株を発行する事が関東財務局に提出した有価証券届出書で分かった
。
調達した資金は運転資金に充当するとしている。
届出書によれば、この新株予約権の発行を受けるのはRICH PENINSULA TRADING LIMITED（英領バージン諸島・代表Callumberg Limited）とTOWER SKY PROFITS LIMITED （英領バージン諸島代表・Callumberg Limited）で、新株予約権は1個当たり50万株の発行が可能。この新株予約権を400個を発行、両ファンドに200個ずつ割り当てる。行使価格は1株35円である（新株予約権の発行価格は一個17万5000円）。
2007年10月24日から2008年8月までの毎月末、市場価格が行使価格（1株当たり35円）を下回らない限りにおいて、新株予約権10個（計1000万株）を限度に行使を義務付けている。
この増資により、NOVA側は64億円が調達できるとしているとしているが、これは、すべての予約権が行使された場合に限られた話である。なお、全て予約権が行使されれば、発行株式総数が現在の約6760万株から2億6760万株へと増加する事になる。また割当先の詳細について、NOVAの広報担当者は「答えられない」と話している。
だがこのファンドの発行に絡み、10月12日、大阪地方検察庁特別捜査部に逮捕された大物仕手筋・西田晴夫が関与していた疑いが浮上している。

### 不透明な株式売却（2007年10月29日）
猿橋望と親族が経営するノヴァ企画の保有比率の合計が、9月15日から9月30日までの半月ばかりの間に7割超から2割弱に大幅に低下していたことが関係者の調べでわかった。金融商品取引法では、5%超の株式を保有する大株主の保有比率が1%以上増減した場合、5営業日以内に大量保有報告書の提出を義務づけているが、今回報告がなされておらず、金融庁は近畿財務局を通じて事実確認を始めている。

## 上場廃止までの株価
| 基準日   | 始値 | 安値 | 高値 | 終値 | 出来高(千株) |
| 11月19日 | 8    | 7    | 10   | 8    | 11,796       |
| 11月20日 | 8    | 5    | 8    | 6    | 16,296       |
| 11月21日 | 5    | 3    | 6    | 4    | 21,057       |
| 11月22日 | 2    | 1    | 3    | 2    | 29,222       |
| 11月26日 | 1    | 1    | 2    | 1    | 28,521       |

- 1単位=1000株

## その他報道
2007年7月2日、HISの沢田秀雄会長とNOVAの猿橋社長が、6月下旬会談を行い、資本・業務提携の可能性も含めて意見交換したと伝えられる。ただし、NOVA側はHISが支援を検討しているという事実は一切ないとし、HIS側も「会談したことは事実だが、提携の話は出ていない」と発表した。
2007年7月12日、ベネッセ会長が、英会話学校大手のNOVAを支援する考えがないことを表明したと報じられる。
福武会長は「相乗効果が見あたらない。英語事業であれば何でもいいというわけではない」とした上で「海外にも展開するベルリッツに力を入れる方がいい」と述べた。11月にも改めて否定（2日）。
2007年10月5日、証券取引所から提出を求められていた内部管理や適時開示体制についての改善報告書を提出するものの、内容が不十分だとして19日までに再度報告書を提出するよう求められた。
2007年10月19日、証券取引所から求められていた新たな改善報告書を提出した。報告書の中で、適時開示の重要性を社長が十分理解していなかったことが不適切な情報開示の原因などと五つの問題点を指摘。改善措置として、社長個人の意識改革のほか、情報開示を担当する役員の権限を強化したり、担当役員への情報集約体制を確立したりするとしている。
2007年10月26日、大阪地方裁判所に会社更生法の適用を申請し、保全命令を受けた。
2007年11月6日、保全管理人がスポンサー企業としてジー・コミュニケーションを内定したと発表した。社員の雇用維持および受講者支援を目的に、まずは30教室を速やかに譲り渡して授業を再開、その後、200教室体制を当面の目標にするとしている。ただし、受講生の前払い授業料は承継しない。受講生については、今までと同様の受講内容を通常の25%での受講料で受講できるとしている。
一方、破産手続きについても不透明さが指摘されている。極めて知名度の高いNOVAの商標権が譲渡されたのかを含め、破産管財人は譲渡の経緯や価格の妥当性について一切明らかにしていない。したがって、営業譲渡の過程で不正が行われたと見ることが妥当であると元社長の猿橋は主張している。

## 関連会社 (NOVA GROUP)
- 株式会社エヌアイエス
  - 資本金3千万円。NOVAの広告宣伝を担当。広告宣伝のメディア・サーチ、企画制作、触媒手配等、広告代理業務の統括。
- 株式会社パシフィックリース
  - 資本金6千万円。NOVAのリース管理および月賦販売を担当。設備備品などのリース・月賦販売業務および受講料割賦購入斡旋業務。
- NOVAスペースデザイン株式会社
  - 資本金1千万円。NOVAの教室の設計から施行までを担当。
- 株式会社NOVA留学センター
  - 資本金1千万円。海外留学サービスに関わる手続代行・コンサルティング等。
- 株式会社NOVA情報システム
  - 資本金1千万円。お茶の間留学サービスを担当。ブロードバンド通信技術の開発、コンピュータシステムの技術開発、マネージメントインフォメーションシステムの構築。
- インタービジョン株式会社
  - 資本金1千万円。NOVAの不動産物件を担当。店舗開発に関する業務。
- 株式会社ラミNOVA
  - 資本金1千万円。障害者雇用のための特例子会社。NOVA MMセンターの清掃等衛生管理。
- 株式会社NOVA企画
- 株式会社ギンガネット
  - 経営破綻した石川銀行の「見せ金増資」に関与し、これもNOVA自身の経営破綻の一因とする見方もある。
- スーパーノヴァ・レーシング
  - イギリスのレーシングチーム。NOVA GROUPを構成するグループ企業であった。